# Cristina Mauri (Eiskunstläuferin)
Cristina Mauri ist eine italienische Eiskunstlauftrainerin und ehemalige Eiskunstläuferin, die im Einzellauf startete.
Als Eiskunstläuferin hat Cristina Mauri lediglich in der Saison 1992/93 an internationalen Meisterschaften teilgenommen. Bei der Europameisterschaft 1993 belegte sie den 20. Platz, bei der Weltmeisterschaft 1993 Rang 21.
Sie ist als Trainerin tätig und betreut vorwiegend weibliche Einzelläufer. Schützlinge und ehemalige Schützlinge Mauris sind Stefania Berton, Claudia di Constanzo, Alice Garlisi, Valentina Marchei, Francesca Rio und Maurizio Zandron. 